# Iana
Iana è un comune della Romania di 4 197 abitanti, ubicato nel distretto di Vaslui, nella regione storica della Moldavia. 
Il comune è formato dall'unione di 5 villaggi: Hălărești, Iana, Recea, Siliștea, Vadurile.